# Букпети, Бенжамен
Бенжамен Куджоу Томас Букпети (фр. Benjamin Kudjow Thomas Boukpeti, род. 4 августа 1981, Ланьи-сюр-Марн, Франция) — тоголезский каякер, завоевавший первую олимпийскую медаль в истории этой страны. Бронзовый призёр Олимпийских игр 2008 года в Пекине в соревнованиях байдарок-одиночек. Участник Олимпийских игр 2004 года (занял 18-е место в полуфинале). Чемпион Африки 2008 года. Проживает в Тулузе.
Имеет второе французское гражданство. Мать Бенжамена — француженка, отец — тоголезец. До своего успеха на Олимпиаде и завоевания популярности Букпети был в Того только однажды в детстве.
На Церемонии открытия летних Олимпийских игр 2012 был знаменосцем команды Того.